# Timbiquí
Timbiquí es una población y municipio de Colombia en la Costa Pacífica del departamento de Cauca.

## Historia
Timbiquí fue fundado en 1772 por Francisco Antonio de Mosquera Andrés Saa, y elevado a la categoría de municipio en 1915. Posteriormente, herederos de Mosquera tuvieron la necesidad de fundar un poblado y cedieron tierras de su propiedad que ocupaban unos pescadores entre las quebradas de Alonso y Zúrzala, para que en este sitio se levantara el poblado, dando origen a Santa Bárbara, conocida actualmente como la cabecera municipal. Analizando el proceso de poblamiento del municipio se puede decir que los primeros pobladores fueron los aborígenes embera-wounaan provenientes de la rivera del río San Juan. Estos aborígenes fueron utilizados por los españoles para las explotaciones auríferas en las orillas de los ríos y quebradas, hasta que se da el desplazamiento de los indígenas por los negros en las faenas mineras, a finales del siglo XV, pasando los indígenas a ocuparse del trabajo agrícola.

## Geografía
Posee una extensión de 1813 km² y a una altitud de 5 m s. n. m., se localiza al occidente del departamento del Cauca, en la Costa Pacífica, a una distancia de 230 km de la capital, Popayán. La topografía del municipio es quebrada en un 70 % con presencia de algunas ramificaciones montañosas y planicies.
Timbiquí tiene una temperatura promedio de 28 °C. La pluviosidad media anual oscila entre 6000 mm y la humedad cerca del 93 %, esto es debido a las corrientes marinas y los vientos alisios del sur y los del suroeste.

### Límites
Al norte limita con el municipio de López de Micay; al oriente con los municipios de El Tambo y Argelia; al sur con Guapi y al occidente con el Océano Pacífico.

### Hidrografía
Los principales ríos son los ríos: Timbiquí, Saija y Bubuey, los cuales están actualmente amenazados por la minería ilegal que existe en la región desde los últimos años, cuya minería no solo ha afectado la calidad del río sino, también la calidad de vida de las personas, provocando enfermedades principalmente en mujeres en estado de embarazo y niños, debido a que a pesar de que se recomienda tratar de utilizar lo mínimo posible el río este mismo resulta ser muy necesario para las actividades diarias debido a no contar con agua potable.

## División Político-Administrativa
Además de su Cabecera municipal. Timbiquí tiene bajo su jurisdicción los centros poblados:
- Angostura
- Boca de Patía
- Bubuey
- Cabecital
- Camarones
- Chete
- Corozal
- Coteje
- Cupi
- El Charco
- El Realito
- Guangui
- Los Brasos
- Pizare
- Puerto Saija
- San Bernardo
- San José
- San Miguel
- Santa María
- Santa Rosa de Saija

## Vías de comunicación
Marítima y fluvial:
Los ríos Timbiquí, el Saija y el Bubuey, junto al Océano Pacífico, son las vías de transporte y abastecimiento de la población.

## Economía
Las principales actividades son la pesca, la minería, la agricultura, la cacería, y la explotación de madera; sus productos más representativos son: caña, papa china, plátano, coco y maíz. El coco es el más representativo para los campesinos, ya que obtienen con su venta un mayor beneficio económico.

## Cultura
La población afrotimbiquireña tiene una fenomenal riqueza cultural, de tradiciones y costumbres como el ritmo realizado a sus muertos, su música autóctona (currulao, bunde) la cual es reconocida en el contexto local, regional, nacional e internacional por la participación de sus famosos grupos (Herencia, Socavón, Marimba) en el Festival Petronio Álvarez realizado en Cali, uno de los espacios más importantes para la etnia negra en el reconocimiento de su riqueza cultural. Existen otros eventos de entre miles que son orgullo del pueblo afrotimbiquireño, y que reflejan el alto repertorio de sus tradiciones como lo es la Celebración de las Madrugadas (en las épocas de diciembre), la fiesta de santa barbara y la Fiesta de los Inocentes (día de látigo, maicena, carnaval, dramas). El naidí, el chontaduro, la pepepán y el andullo, la dulce miel de la caña blanca, la cocoroma y el yuyo, la papa china, el pescado, el guatín y demás son comidas y alimentos tradicionales del municipio y la región.
por otra parte está el arrechon, la tomaseca y el tumbacatres son bebidas ancestrales, no solo del municipio de Timbiquí, sino de la costa pacífica hechas a base de viche o viche curao mezclado con hierbas como el bejuco, que tienen múltiples usos debido a los diferentes efectos que generan en las personas, el curado y la tomaseca son más medicinales. El curado se acostumbra dar a los niños para purgarlos y la tomaseca es para las mujeres que no pueden tener hijos para quitarles el frío de la matriz.

## Estructura organizacional municipal
| Timbiquí     | Timbiquí    | Timbiquí                   |
| Departamento | Código DANE | Categoría municipal (2023) |
| ------------ | ----------- | -------------------------- |
| Cauca        | 19809       | Sexta                      |

- Personería: Es un centro del Ministerio Público de Colombia que ejerce, vigila y hace control sobre la gestión de las alcaldías y entes descentralizados; velan por la promoción y protección de los derechos humanos; vigilan el debido proceso, la conservación del medio ambiente, el patrimonio público y la prestación eficiente de los servicios públicos, garantizando a la ciudadanía la defensa de sus derechos e intereses.

- Concejo Municipal: Es la suprema autoridad política del municipio. En materia administrativa sus atribuciones son de carácter normativo. También le corresponde vigilar y hacer control político a la administración municipal. Se regulan por los reglamentos internos de la corporación en el marco de la Constitución Política Colombiana (artículo 313) y las leyes, en especial la Ley 136 de 1994 y la Ley 1551 de 2012.

Constituido por 13 concejales por un periodo de 4 años.
- Alcaldía Municipal: En esta se encuentra la administración municipal y las entidades descentralizadas del municipio.

El Alcalde se pronuncia mediante decretos y se desempeña como representante legal, judicial y extrajudicial del municipio. El actual Alcalde municipal es Kilian Cuero Ruíz (2024-2027), elegido por voto popular.
- JAL.